# 特倫欽州
特倫欽州是斯洛伐克西部的一個州，北與捷克接壤。面積4,501平方公里，人口605,582（2001年）。州府特倫欽。下設9區。

## 行政区划
特倫欽州划分为9个區：貝布拉瓦河畔巴諾夫采區、伊拉瓦區、米亞瓦區、瓦赫河畔新城區、帕蒂贊斯克區、瓦赫河畔比斯特里察區、普列維扎區、普霍夫區及特倫欽區。
区下再划分为275个市镇，其中18个为市，全州58%的居民居住在市里。